# Tathorhynchus philbyi
Tathorhynchus philbyi is een vlinder uit de familie uilen (Noctuidae). De wetenschappelijke naam van deze soort is voor het eerst geldig gepubliceerd in 1986 door Wiltshire.
De soort komt voor in tropisch Afrika.